# آلبانی (اورگن)
البانی (به انگلیسی: Albany) شهری در شهرستان لین ایالت اورگن است و در سرشماری سال ۲۰۱۱ میلادی، ۵۰٬۱۵۸ نفر جمعیت داشته که نسبت به سال ۲۰۱۰، ۰٫۷۲ درصد رشد جمعیت داشته‌است.